# Колективне несвідоме
Колекти́вне несвідо́ме (нім. kollektive Unbewusste) — поняття аналітичної психології, запроваджене Карлом Густавом Юнгом.

## Еволюція і колективне несвідоме
Із психоаналізу Фрейда Юнг запозичив поняття свідоме і несвідоме, проте останній термін він диференціював, розрізняючи «особисте несвідоме» та «колективне несвідоме». Останнє Юнг постулює як психічну спадщину людства, яка, подібно до людського тіла, розвивалась шляхом еволюції й позначена численними людськими досвідами. Усе, що коли-небудь було виражене індивідуальною психікою окремої людини, стає складовою психічної структури людини, а на рівні колективного — складовою колективного несвідомого. За Юнгом, колективне несвідоме є надіндивідуальним і незалежним від культури. Його можна досліджувати через порівняння різних культур (міфи, уявлення про чари, казки, легенди). Загалом це поняття близьке до поняття колективної свідомості Еміля Дюркгайма. Колективне несвідоме є чимось більшим, ніж проста сума індивідуальних форм свідомості.

## Архетипи
Особливо часті, щораз повторювані психічні моделі утворюють, за Юнгом, так звані архетипи, які структурують колективний та індивідуальний психічний світ. Архетипи наділені своєрідною силою («Нумінозум»), впливу якої на довшу перспективу не може уникнути жоден індивід.
У свідомості людини архетипи постають як типові, часто повторювані мотиви поведінки, які об'єктивно проявляються у вигляді культурних ритуалів. За Юнгом доказом існування архетипів є прояв у мистецтві та снах різних мотивів казок та міфів, які повторюються незалежно від епохи, мови та культури. У розробці концепції архетипів Юнг спирався на праці французького антрополога Люсьєна Леві-Брюля (1857—1939).

## Моріс Альбвакс: колективна пам'ять
Інший підхід до аналізу несвідомих колективних структур розробив Моріс Альбвакс (1877—1945). Він запропонував концепцію колективної пам'яті, що орієнтується на конкретні історичні ситуації окремих соціальних груп та спільнот. За Альбваксом, потреба історичної пам'яті та історичної свідомості є реакцією на зникнення традицій.

### Леопольд Сонді
Леопольд Сонді, керуючись принципом інтеграції, в своїх працях досліджував і описував явища багатогранно. У тому числі і вивчення колективного несвідомого знайшло відображення в його працях, яке він розглядав, як один з шарів несвідомого, при цьому зазначав, що всі три шари: особисте, родове та колективне несвідоме перебувають у взаємозв'язку.